# Pedro Gómez Cello
Pedro Gómez Cello é uma comuna da Argentina localizada do departamento de San Justo, província de Santa Fé.